# Show-Chance
Unter dem Namen Show-Chance liefen von 1967 bis 1973 Fernseh-Talentwettbewerbe, die zunächst individuell im ZDF, dann auch (1969) in Zusammenarbeit von ORF, SRG und ZDF organisiert wurden. Anfänglich wurden Nachwuchsmusiker und -entertainer gesucht, ab 1969 nur noch Sänger und Bands. Die Show bot auch anspruchsvolleren und kritischen deutschsprachigen Liedermachern und Gruppen eine Chance, die erfolgreichsten Teilnehmer dieser Show waren 1970 das Schlagerduo Nina & Mike. Nach ihrem Auftritt in dieser Show erhielten die beiden einen Plattenvertrag von Jack White. Bekannt wurden sie dann mit den Hits Fahrende Musikanten und der deutschen Version von Paloma Blanca.
Zu den im Wettbewerb auftretenden Künstlern gehörten unter anderem Peter Cornelius, Erich Demmer, Die Milestones (Gewinner der Internationalen Show-Chance 1969), Heinrich Walcher, Waterloo & Robinson, Wilfried und die Worried Men Skiffle Group.
Von 1980 bis 1990 und seit 2011 zeigt der ORF ein ähnliches Format mit dem Titel Die große Chance.